# کلیسای تثلیث مقدس، هلسینکی
کلیسای تثلیث مقدس (انگلیسی: Holy Trinity Church)، (فنلاندی: Pyhän Kolminaisuuden kirkko, سوئدی: Heliga Treenighetskyrkan, روسی: Свято-Троицкая церковь) قدیمی‌ترین کلیسای ارتدکس هلسینکی است که در منطقه کرونون‌هاکا واقع شده‌است.

## پیشینه

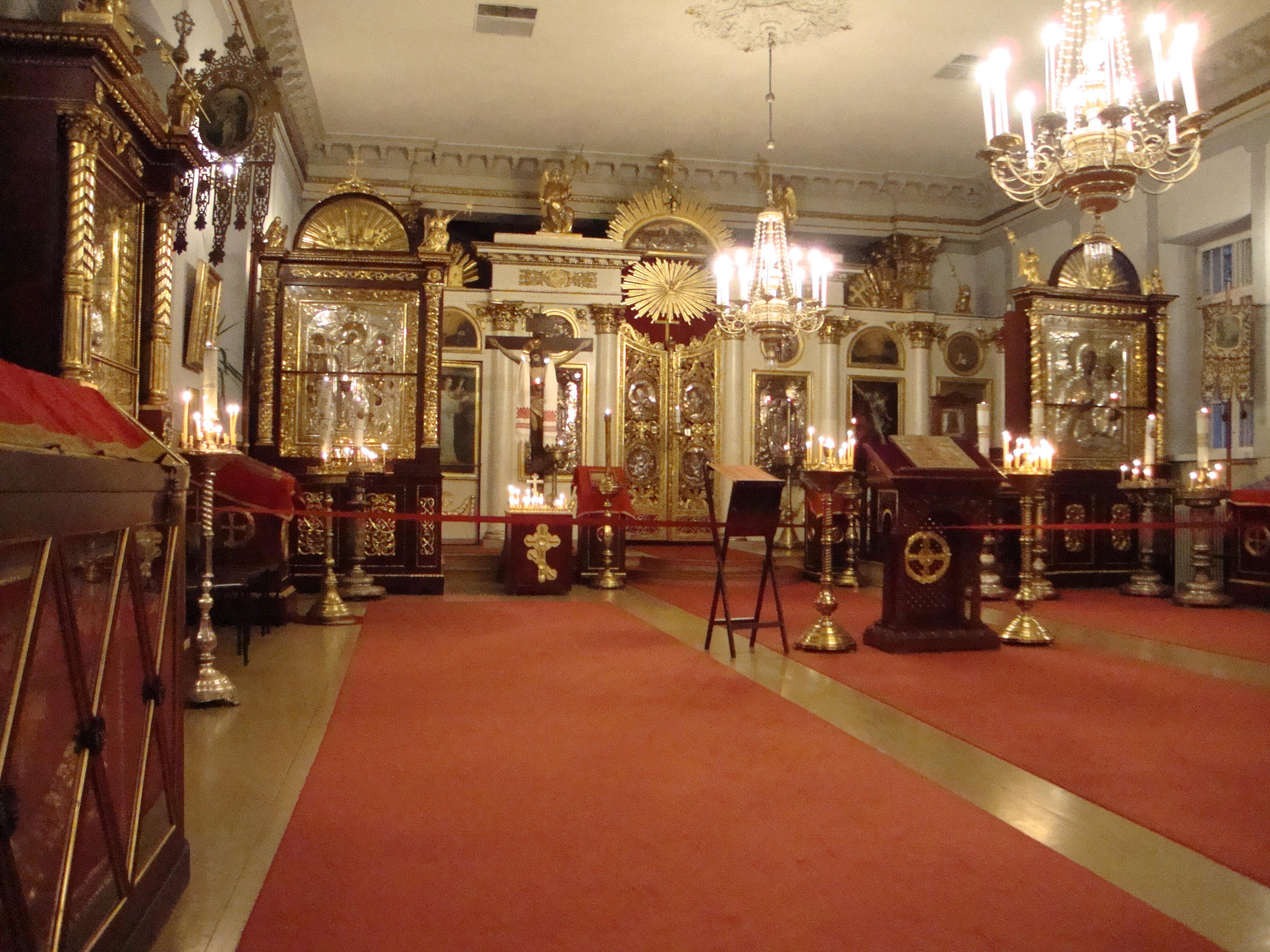
معماری داخلی کلیسای تثلیث مقدس هلسینکی

این کلیسا به سبک نئو کلاسیک در سال ۱۸۲۶ توسط کارل لودویگ انگل ساخته و در سال بعد وقف و افتتاح شد. تثلیث مقدس با آیین مقدس مذهبی که به دو زبان کلیسای اسلاوی و فنلاندی برگزار می‌شود، به جامعه ارتدوکس هلسینکی خدمات می‌دهد.
از ۱۸۰۸ که تعدادی از کارمندان دولت، بازرگانان و سربازان روسی به هلسینکی نقل مکان کردند. به مکانی برای عبادت احتیاج داشتند و تزار از تلاش آنها برای ساخت کلیسای تثلیث مقدس حمایت می‌کرد.